# Prußen

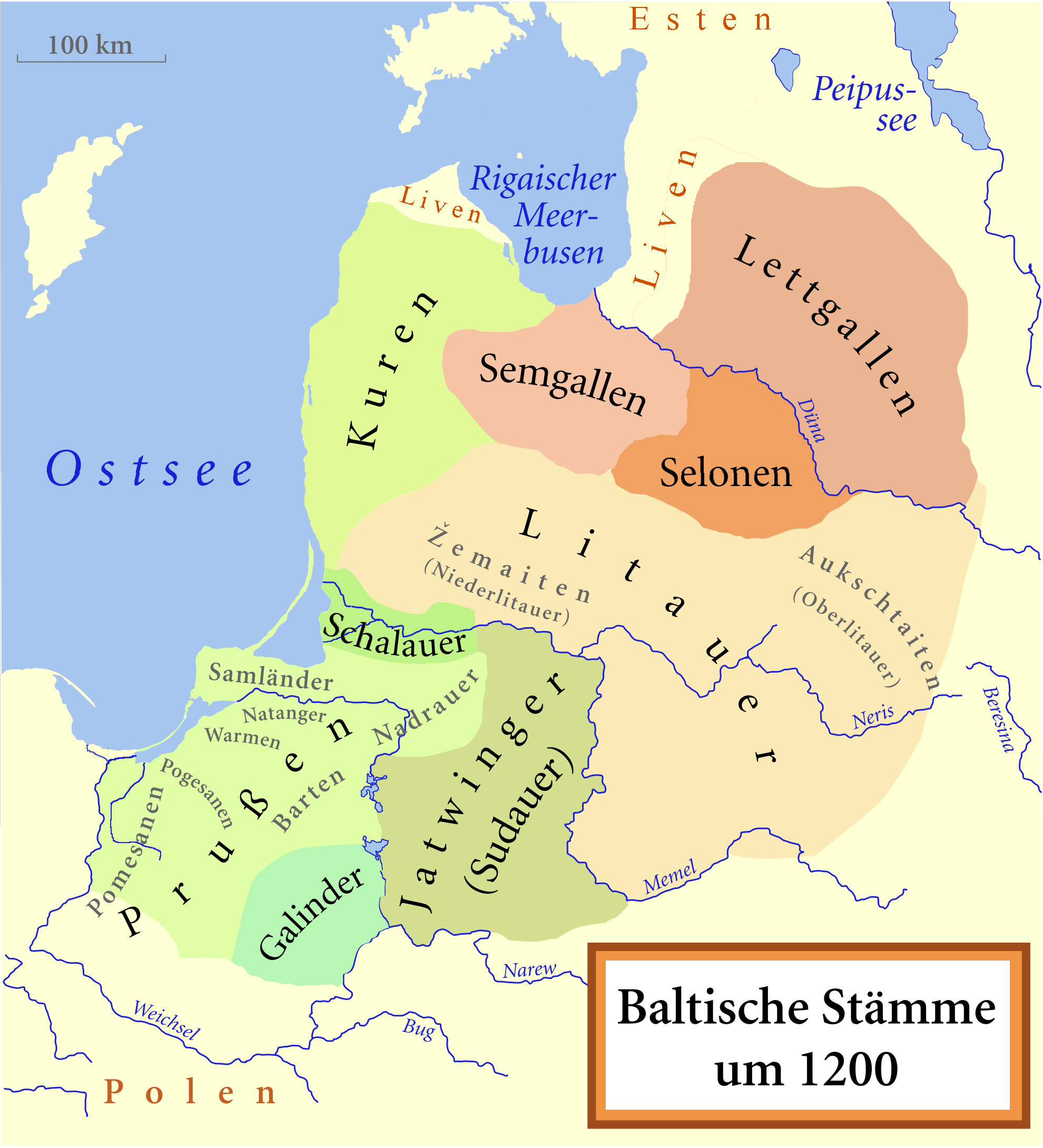
Ungefähre Siedlungsgebiete der baltischen Stämme im 12. Jahrhundert. Ostbalten in braun, Westbalten in grün

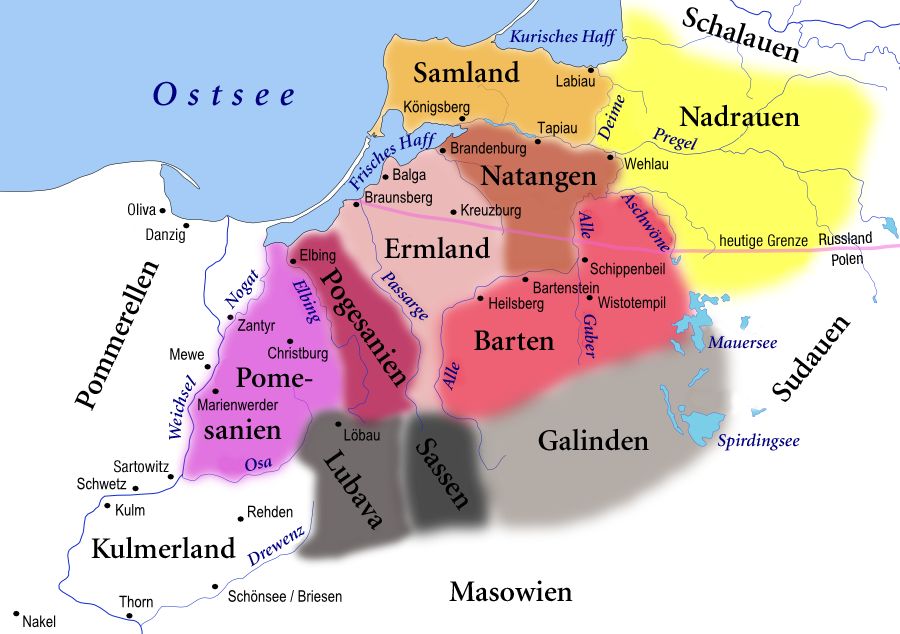
Prußische Stämme im 13. Jahrhundert anhand der Encyclopaedia Lithuanica;
grau: Galinder als Balten, aber nicht Prußen,
Sassen und Lubava prußisch-slawische Mischgebiete

Die Prußen oder Pruzzen, nach der Eigenbezeichnung *Prūsai, waren der baltische Volksstamm, auf den der deutsche geografische Name Preußen und der Name des Staates Preußen zurückgehen. Das Siedlungsgebiet der Prußen im 13. Jahrhundert lag an der Ostsee, etwa zwischen der Weichsel und der Memel. Sprachlich und ethnisch bestand zwischen den späteren, überwiegend deutschsprachigen Bewohnern Preußens und den ursprünglichen, rein baltischen Prußen nur teilweise eine Verbindung; dagegen blieb der Name des gemeinsamen Siedlungsgebietes noch lange Zeit erhalten.

## Überblick
Die Prußen waren in Stammesverbänden organisiert und hingen dem baltischen Glauben an. Zahlreiche Feldzüge polnischer Herzöge zur Christianisierung der Prußen und Eroberung ihrer Siedlungsgebiete ab dem 10. Jahrhundert blieben ohne dauerhaften Erfolg. Der politisch ambitionierte polnische Herzog Konrad von Masowien bat 1228 schließlich den Deutschen Orden um Hilfe bei der Sicherung seiner Ländereien und überließ ihm 1230 als Gegenleistung das Kulmerland.
Nach ihrer erfolgreichen Unterwerfung durch den Deutschen Orden 1283, die mit der vollständigen Zerstörung prußischer Besitztümer einherging, wurden die Prußen von den meist rheinischen, westfälischen und niederländischen Zuwanderern seit der Hochmittelalterlichen Ostsiedlung assimiliert. Christliche Masowier wanderten außerdem in die Landesteile ein, die an das Herzogtum Masowien grenzten, und zwar teilweise vor, aber hauptsächlich während der Reformationszeit. Nach ihnen wurde ab dem 18. Jahrhundert diese Region als Masuren bezeichnet. In das nur noch spärlich besiedelte Gebiet der Schalauer, Nadrauer und Sudauer wanderten ab dem Ende des 15. Jahrhunderts Litauer ein.
Die Sprache der Prußen, das mit dem Litauischen und Lettischen verwandte Altpreußische, ist im 17. Jahrhundert ausgestorben und nur fragmentarisch dokumentiert.

## Eigenname der Prußen
In altpreußischen Texten ist das Adjektiv prūsiskan (Akkusativ, Singular femininum) überliefert, woraus der Volksname *Prūsas (für der Pruße) und *Prūsai (für Prußen) (lit. Prūsai, mit Stoßton auf dem langen /u/) erschlossen werden kann. Der Name kann von einem Gewässernamen abgeleitet werden und ist vermutlich mit lit. praūsti (für [das Gesicht] waschen) verwandt; vgl. auch altpruß. prusnas für des Gesichtes. Eine alternative Etymologie stellt den Namen zu litauisch prusti (für anwachsen), also etwa Volksmenge.
Der Eigenname erscheint erstmals im 9. Jahrhundert beim anonymen Geographus Bavarus als Bruzi. Im Mittelniederdeutschen lautete der Name Prûsse und im Mittelhochdeutschen Priuzen, woraus sich der spätere Name Preußen entwickelte. Die Polen nutzten den Namen Prusy. Geläufige latinisierte Formen waren Pruzi, Prutheni oder Borussi. Der entsprechende lateinische Landschaftsname Prussia oder Borussia ging im 18. Jahrhundert auf den vom König von Preußen  (lat. Rex Boruss. [-orum] od. [-iae]) regierten Staat Preußen über.
Die in der Literatur manchmal noch heute verwendete Form Pruzzen stammt aus einer Zeit, als der Buchstabe z intervokalisch oft zur Bezeichnung des stimmlosen s benutzt wurde. Daher wird die Aussprache durch die Schreibweise Prußen korrekter wiedergegeben.

## Stämme
Das Siedlungsgebiet der Prußen, wie auch das der anderen Balten, war ursprünglich wesentlich größer als in historischer Zeit und ist durch archäologische Funde ununterbrochen von der Eisenzeit (5. Jh. v. Chr.) bis zur sukzessiven Eroberung durch Slawen seit Beginn der Völkerwanderung (ab 6. Jh. n. Chr.) belegt. Durch mehrfache Eroberungsversuche des polnischen Königs Boleslaus I. und seiner Nachfolger gingen die Randgebiete des prußischen Siedlungsgebietes verloren.
Das verbliebene prußische Gebiet, das im 13. Jahrhundert vom Deutschen Orden in Besitz genommen wurde, wird in Regionen unterteilt, die ungefähr mit den Siedlungsgebieten der dort lebenden prußischen und slawischen Stämme übereinstimmen. Die Namen werden meist latinisiert oder eingedeutscht gebraucht, altpreußische Namen in ihrer ursprünglichen Form sind dagegen nicht überliefert.
- Die Samen (Sami, Sambitae, nicht zu verwechseln mit den skandinavischen Samen) wohnten auf der Halbinsel Samland (Sambia). Auf ihrem Gebiet wurde 1255 die Handelsstadt Königsberg gegründet. Erstmals werden sie von Adam von Bremen als Sembi genannt, der insbesondere über ihre Ernährungsgewohnheiten schrieb.
- Die Warmier (Varmienses, Hermini) wohnten am Frischen Haff zwischen der Podarge und dem Pregel. Auf ihrem Gebiet lag später die Stadt Braunsberg. Der Volksname lebt im Landschaftsnamen Ermland weiter.
- Die Natanger (Nattangi) wohnten zwischen den Warmiern und der Alle.
- Die Barter (Barthi) siedelten östlich der Alle. Nach ihnen ist der Ort Bartenstein benannt.
- Die Pogesanen (Pogesani) wohnten südlich der Warmier und Natanger. Zum bedeutendsten Ort dieser Region wurde die Stadt Heilsberg.
- Das Gebiet der Pomesanen (Pomesani) schloss sich westlich an das der Pogesanen an und erstreckte sich bis zur Weichsel. Als städtisches Zentrum bildete sich Marienburg heraus.
- Die Sassen im Kulmerland waren den Eroberungsversuchen von Süden am meisten ausgesetzt und nahmen früh slawische Zuwanderer auf.
- Die Galinder (Galinditae) wohnten auf der Masurischen Seenplatte, südlich der Barter, zwischen der Alle und dem Spirdingsee. Möglicherweise wurden sie bereits vom antiken Geographen Ptolemäus erwähnt („Galindae“, griech.: Γαλίνδαι).[4]
- Die Sudauer (Sudavi) wohnten östlich der Galinder bis an die Memel. Möglicherweise sind sie mit den Sudini (Σουδινοί) identisch, die in der Antike zusammen mit den oben genannten Galindae erwähnt werden. Die Sudauer werden auch Jatwinger (Jatvingi) genannt, deren historisches Gebiet jedoch viel weiter nach Süden reichte.
- Die Nadrauer (Nadroviti) siedelten am oberen Pregel.
- Die Schalauen (Scaloviti) wohnten beidseits der unteren Memel und waren kulturell durch die unmittelbare Nachbarschaft der Litauer geprägt.
- In die prußischen Grenzgebiete Kulmerland und Löbau zogen, wie in Sassen, ebenfalls slawische Stämme.

## Religion der Prußen

### Prußisches Heidentum
Der Chronist Peter von Dusburg beschrieb die prußische Religion als Naturreligion:

„Weil sie also Gott nicht kannten, deshalb verehrten sie in ihrem Irrtum jegliche Kreatur als göttlich, nämlich Sonne, Mond und Sterne, Donner, Vögel auch vierfüssige Tiere, ja sogar die Kröte. Sie hatten auch Wälder, Felder und Gewässer, die sie so heilig hielten, dass in ihnen weder Holz zu hauen noch Äcker zu bestellen oder zu fischen wagten.“

 Als Gottheiten sind der Wissenschaft der Donnergott Percunis, der Fruchtbarkeitsgott Curche, der Wassergott Natrimpe und der Totengott Patollo bekannt. Weitere Götternamen, die seit dem 16. Jahrhundert in Listen auftauchen, werden von der Forschung unterschiedlich bewertet. Mit dem Criwe kannten die Prußen auch eine Art Oberpriester, dessen genaue Funktion aber in der Forschung noch diskutiert wird.
Die Prußen glaubten an ein Weiterleben nach dem Tod. Nach den Quellen schien der Tote in eine andere Welt überzugehen und dort in derselben Aufmachung weiterzuleben wie im Diesseits. Der Verstorbene wurde standesgemäß verbrannt; manchmal wurde ihm neben Waffen, Werkzeug oder Schmuck auch ein Pferd für das Leben nach dem Tod mitgegeben.
Ab dem 16. Jahrhundert ist die Bockheiligung oder das Waideln überliefert, doch wird angenommen, dass dabei ursprünglich ein traditioneller Festakt gemeint war, der erst im Vorfeld der Reformation religiös aufgeladen und dann als heidnischer Akt fehlinterpretiert wurde.

### Christentum

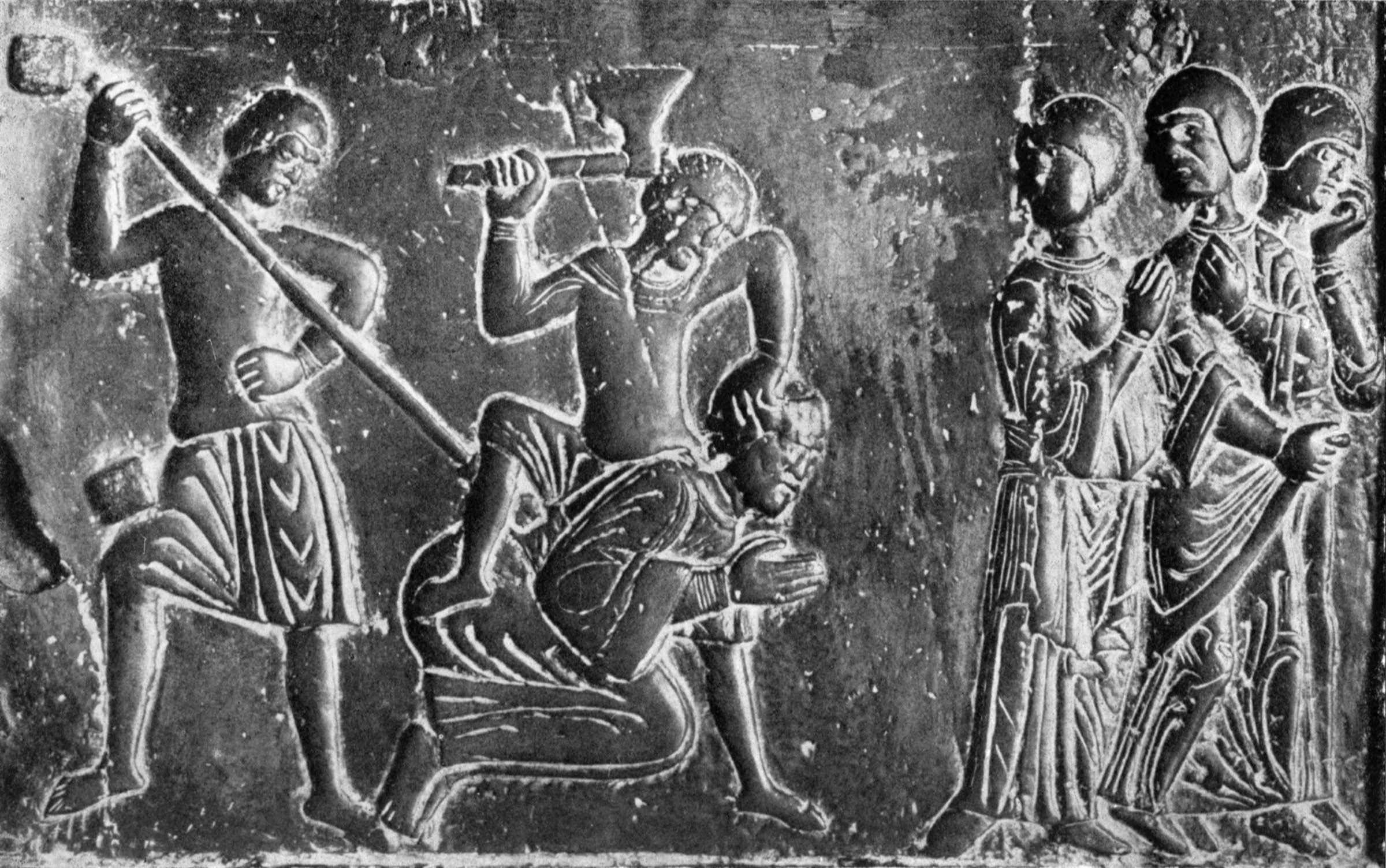
Prußen töten Adalbert von Prag, Darstellung auf der Gnesener Bronzetür aus dem 12. Jahrhundert

Die Missionierung der Prußen begann 997, als der böhmische Bischof Adalbert von Prag, unterstützt vom polnischen Fürsten und späteren König Boleslaus dem Tapferen, bei den Prußen missionierte, wobei er von den Prußen getötet wurde, ebenso wie sein Nachfolger, der sächsische Bischof Brun von Querfurt 1009.
Mit der Unterwerfung der Prußen durch den Deutschen Orden seit dem Jahr 1231 wurden die Prußen christianisiert. Wie lange noch das alte Heidentum weiterlebte, ist aus den Quellen nicht zu entnehmen. Am längsten sollen sich heidnische Bräuche bei den abgelegenen Sudauern gehalten haben. Im 16. Jahrhundert entstand so das Sudauerbüchlein, das eine Götterliste, ‚heidnische‘ Feste und die Bockheiligung beschrieb. Doch wird in der Forschung die Meinung vertreten, dass dieses Büchlein traditionelle Volksbräuche im Rahmen der Reformation als ‚heidnisch‘ missinterpretierte.
Zugleich mit der Errichtung des Herzogtums Preußen führte Herzog Albrecht im Jahre 1525 die Reformation ein, während das Bistum Ermland, das zu Polen gehörte, katholisch blieb. Im Herzogtum kam es zu Verurteilungen wegen Hexerei, Waidlerei und Bockheiligung. Katholische und traditionelle Volksbräuche wurden verfolgt und als ‚unchristliche‘ Bräuche verboten.
Um das Luthertum der prußischen Landbevölkerung näherzubringen, wurde 1545 der Kleine Katechismus erstmals in prußischer Sprache veröffentlicht.
An Adalbert von Prag erinnerte in Tenkitten ein Denkmal in Form eines großen Eisenkreuzes, welches vor allem von Gräfin Wielopolska finanziert wurde. Das Adalbertkreuz wurde nach 1945 von den Sowjets zerstört und 1997 zum tausendsten Todestag von Adalbert wieder errichtet. An Bruno von Querfurt erinnert das 1909 errichtete Brunokreuz in Lötzen.

## Altpreußische Sprache
Aus dem 14. Jahrhundert stammt der älteste altprußische Text. Simon Grunau führt eine Liste mit 89 Wörtern und ein Vaterunser an, welches aber als „korrumpiertes Lettisch“ zu betrachten ist. Auch Grunaus Wortliste ist nur bedingt für die Erforschung des Altprußischen brauchbar. Die wichtigsten Zeugnisse sind das Elbinger Deutsch-Preußische Vokabular (um 1350) und drei Katechismen (16. Jh.).
Für das Altprußische können mehrere Dialekte festgestellt werden, am deutlichsten können das Pomesanische und das Samländische erschlossen werden. So lauten „Vater, Mutter, Bruder“ auf pomesanisch tōwis, mōthe, brōte und auf samländisch tāws, mūti, brāti.
| Das altprußische Vaterunser | | |
| Catechismus I (1545) | Catechismus II (1545) | Enchiridion (von Abel Will 1561) |
| Sta Thawe nuson | Stan Thawe nouson | Stas Tāwa Nōuson |
| Thawe nuson tas thu asse an-dangon. Swintints wirst twais emmens. Pergeis twais laeims. Twais quaits audasseisin na semmey tey audangon. Nusan deininan geittin dais numons schindeinan. Bha atwerpeis noumans nuson auschautins kay mas atwer pimay nuson auschantnikamans. Bha ny wedais mans enperbandan. Sclait is rankeis mans assa wargan. Amen. | Thawe nouson tas thou aesse aen-dengon. Swyntints wirse tways emmens. Pareysey noumans tway ia ryeky. Tways quaits audaseysin nasemmiey kay endengan. Nouson deyninan geytiey days noumans schian deynan. Bhae etwerpeis noumans nouson anschautins kay mes etwerpymay nouson anschautinekamans. Bhae ni wedeys mans enperbandasnan. Slait is rankeis mans aesse wargan. Emmen. | Tāwa nōuson kas tu essei Endangon. Swintints wīrst twais Emnes. Parēit twais Rijks. Twais Quāits Audāsin kāgi Endengon tijt dēigi nosemien. Nouson deinennin geitien dais noūmans schan deinan. Bhe etwerpeis noūmans nousons āuschautins kai mes etwērpimai noūsons auschautenīkamans. Bhe ni weddeis mans emperbandāsnan. Schlāit isrankeis mans esse wissan wargan. AMEN. |

## Sitten

### Frühzeit
Mehrere mittelalterliche Schriften berichten über die Sitten der alten Prußen, bevor sie christianisiert wurden. Die Prußen werden als bescheidenes Volk, das dem Luxus abhold war, beschrieben und das einfache Kleidung trug.
Die Prußen waren sehr gastfreundlich und ihre Feste dauerten die ganze Nacht, bis alle betrunken waren. Das wichtigste alkoholische Getränk war Met.

„Als Getränk haben sie einfaches Wasser, ein Honiggetränk oder Met und Stutenmilch; diese tranken sie früher aber nur, wenn sie vorher geweiht war.“

Wulfstan, der die Handelsstadt Truso am Frischen Haff aufsuchte, ergänzt, dass die reichen Leute Pferdemilch, die armen aber Met trinken. Nach Adam von Bremen sollen die Samen neben Pferdemilch auch Pferdeblut getrunken haben. Er erwähnt auch, dass Pferdefleisch gegessen wurde. Das Elbinger Vokabular hat den Eintrag Aswinan Kobilmilch (=Stutenmilch).
Die Frau hatte bei den alten Prußen eine geringe Stellung inne und wurde laut Peter von Dusburg nach dem Eheschluss wie eine Magd behandelt, die nicht am Tisch des Mannes speiste. Die Kaufehe war weit verbreitet, und nach dem Tod des Ehemannes fiel die Witwe dem Sohn zu, wie anderes Erbgut. Zudem war die Polygynie verbreitet. Nach der Unterwerfung wurden Kaufehe und Polygynie verboten.

#### Bestattungen
Vorchristliche Bestattungsbräuche änderten sich nach Ausweis der Archäologie durch die Jahrhunderte.
In der Eisenzeit (5. Jh.v.–1. Jh. n. Chr.) war auf dem Gebiet der mittelalterlichen Prußen die Westbaltische Hügelgräberkultur verbreitet. Damals kam die Brandbestattung in Urnen auf. Dabei wurden über Steingruften für bis zu 30 Urnen Grabhügel aufgeworfen, oder in bronzezeitliche Hügelgräber wurden Steinkisten für die Urnen eingegraben.
In der frühen römischen Kaiserzeit kamen Flachgräber auf, in denen der Leichnam in Baumsärgen bestattet wurde. Ab dem 3. Jh. verbreitete sich die Leichenverbrennung mit Urnen. Außer bei den Samen und Sudauern, wo Flachgräberfelder bis zur Christianisierung fortlebten, wurde die Brandgrubenbestattung ohne Urnen zunehmend die einzige Bestattungsform bei den Prußen. Verschiedene Bestattungsformen konnten jedoch gleichzeitig nebeneinander vorkommen.
Wulfstan berichtete, dass der Verstorbene vorerst im Hause aufgebahrt wurde, wo die Verwandten und Freunde die Totenfeier abhielten. Danach wurde das Vermögen des Verstorbenen aufgeteilt und eine Art Pferderennen veranstaltet. Dann wurde der Leichnam mit Kleidung und Waffen verbrannt. Der Christburger Vertrag des Jahres 1249 verlangte:

„… dass sie und ihre Erben die Gebräuche der Heiden im Verbrennen oder Beerdigen der Toten mit Pferden, Menschen, Waffen, Kleidern oder sonstigen anderen Kostbarkeiten … künftig nicht beobachten würden.“

Während die Totenfolge archäologisch nicht nachgewiesen werden konnte, sind Pferdegräber gut belegt, wobei die Pferde nicht verbrannt wurden. Sie kamen während der römischen Kaiserzeit auf. Anfänglich wurden die Pferde liegend neben dem Grab des Verstorbenen bestattet. Ab dem 5. Jahrhundert wurde das Pferd zuerst bestattet und über diesem wurde der Mensch bestattet.
Andere Grabbeigaben sind archäologisch und schriftlich gut bezeugt, dazu gehörten Waffen, Werkzeug, Schmuck und Bernsteinperlen.

### Sudauerbüchlein
Das Sudauerbüchlein berichtet ausführlich über Aberglaube und Volksbräuche der Sudauer im 16. Jahrhundert. Wieweit die darin geschilderten heidnischen Bräuche der Wirklichkeit entsprachen, ist umstritten.

#### Hochzeit
Vor dem Verlassen des elterlichen Hauses trauert die Braut mit ihren Freundinnen. Dann verabschiedet sie sich vom häuslichen Feuer mit den Worten:

„Ohow mey myle swennte panike! O mein liebes heiliges fewerlein, wer wirdt dir das treuge höltzlin zutragen, wer wirdt dich vorwaren?“

Wird die Braut abgeholt, erhält sie ein Feuer, das sie fortan im neuen Zuhause hüten soll. Erreicht die Braut das Haus des Bräutigams, wird sie mit verbundenen Augen vor die Haustür geführt, mit der Aufforderung, diese mit dem Fuß aufzustoßen. Auch wird sie im ganzen Gehöft herumgeführt. Danach wird ein großes Fest gefeiert.

#### Begräbnis
Der aufgebahrte Tote wird beklagt:

„kayls naussen gingethe. ich trincke dir zu, unser freund, warumb bist du gestorben? hasto doch dein liebes weib, dein vich, deine kuhe?“

Während des Leichzugs stechen Freunde der verstorbenen Person mit Messern in die Luft, um die Teufel zu vertreiben. An der Dorfmark steht ein Pfahl, auf den ein Schilling gelegt wird. Die Männer mit Pferd veranstalten ein Wettrennen, um den Schilling zu erhaschen. Danach wird der Leichnam bestattet.

## Musik
„Viele Melodien drehen sich nach dem alten griechischen Tonsatz, wie in den Windungen der Melodien der Dzuken und des Užnemunis (Hintermemelgebietes). In Preußisch-Litauen werden äolische, mixolydische, frygische, hypoäolische, dorische und hypofrygische Melodien angetroffen, besonders viel in gemischtem Tonsatz: ein Teil in einem Tonsatz, der andere in einem anderen. Es gibt Melodien in melodisch minorisch gammischem Tonsatz. Ebenso werden Melodien angetroffen, die man wie in Žemaiten mit einer Zweitstimme singen kann, aber es gibt auch Melodien rein monodischer (einstimmiger) Art, denen mit einer Zweitstimme nicht mehr zuzustimmen geht.“

 Die prußischen Lieder sind im Vergleich mit den litauischen viel archaischer, wozu viel die Reformation beigetragen hat. Es wurde das Singen von Psalmen und Chorälen gelehrt, deren Melodien und Formen völlig anders waren. Die Menschen wurden angehalten, selbst zu Hause das Singen ihrer Volkslieder zu unterlassen, sodass diese in den Untergrund gedrängt wurden und sich nicht im üblichen Gruppengesang weiterentwickeln konnten. Die pentatonischen Lieder der Landbevölkerung weisen sich durch charakteristische Quartensprünge aus, während die Sprünge der Fischerlieder auch Quinten, Sexten und Oktaven nach oben beinhalten und so das Schaukeln der Schiffe nachahmen. Bei den Fischerliedern fehlen auch Synkopen und Tanzrhythmen. Typisch für prußische Lieder sind auch chromatische Tonfolgen mit gut erkennbarer Modulation. Da die tief gläubige Bevölkerung angehalten wurde, in fremder Sprache zu beten und fremde Lieder zu singen, wurde ihre Religiosität nicht befriedigt. So wurden die „deutschen“ Lieder in ihrem Sinne verschönert, und der Organist musste sich wohl oder übel der Gemeinde anpassen, wenn diese Töne in die Länge zog oder verkürzte oder gar mitten im Choral den Rhythmus wechselte. 

„Bei der Aufzeichnung und Abfassung in Noten geht das Schönste verloren, was nicht ausgedrückt werden kann. Gleich dem Vogelgesange entschlüpfen die plötzlichen Aufsteigungen, die schnellen Abfälle, die sanften Verschwebungen des Volksliedes jedem Versuch, sie festzuhalten und in Zeichen darzustellen.“

 Die Rhythmenwechsel in den Singtanzliedern machen es zudem manchmal erforderlich, in den 5/4-Takt auszuweichen. Allgemein werden der 2/4-Takt und der 3/8-Takt bevorzugt, seltener der 6/8-Takt. Den meisten Liedern liegt eine Wehmut, eine Melancholie zugrunde. Das Verhältnis zwischen Moll und Dur beträgt etwa 6:1.

Rautentanz

„Bei diesen Wachfeuern erschallen die langgezogenen wehmütigen Rund- und Chorgesänge der Dzimken; alsbald greift Einer zur Violine oder zum Dudelsack, die Anderen fassen sich bei den Händen und springen und tanzen im Kreise herum. Der Tanz ist oft ein Solo, oft ein mimisches Gegeneinander- und Umeinanderherumtanzen von Zweien, wobei das schnelle Sichumwerfen besonders interessirt. Der Oberkörper bewegt sich wenig, aber die Füße sind in kleinen zierlichen Wendungen und Sprüngen unerschöpflich. Die im Ganzen schwächliche Gestalt des Dzimken *) entwickelt im Tanz alle Schönheit, deren sie fähig ist. Die Violine spielt eine hopferartige Melodie, Tänzer und Zuschauer klatschen mit schallenden Händen den Takt, der eine oder andere bricht auch wohl in ein helles Juchzen aus …“

- Szoka kiszkis, szoka lapė, szoka wisi žwėris (Tanzt der Hase, tanzt der Fuchs, tanzen alle Tiere)
- ir tas briedis, il garietis, ir tas ne tylėju. (selbst das Elch, das langebeinte, mag im Forst nicht ruhen.)

„Die littauische *) Jugend übertrifft die deutsche in geschwinder Erlernung der schwersten Melodien; seien es weltliche oder geistliche, man kann ihren wohlklingenden taktfesten Gesang nicht ohne Bewegung hören. Wenn die Mädchen ihre theils erlernten, theils aus dem Steigreif gedichteten Liebeslieder und Liebesklagen singen, tönt ihre Stimme in einem weichen wollüstigen Schmelz, und derselbe Ausdruck lagert sich dann um Mund und Augen, so daß der Fremde, wenn er auch nicht ein Wort versteht, doch den Sinn erräth.“

Instrumente wurden alle selbst hergestellt. Sie wuchsen quasi überall, man musste sie sich nur ein wenig herrichten. Sehr beliebt waren Saiteninstrumente wie Geige, Fiedel, Cello und die zitherähnliche Kantele oder Kankle. Diese hatte ursprünglich nur fünf Saiten, wurde aber später auch mit bis zu dreiundzwanzig Saiten bespannt. Sie gab es in verschiedenen Größen und wurden meist in D-Dur oder D-Moll gestimmt. Flöten gab es in jeder Größe, oft wurden sie unten mit einem Rinderhorn als Klangverstärker versehen. Eine besondere Flöte war die Trimiete, in der alphornlangen Version auch (der) Trubas (prußisch trupas: Holzklotz, Baum) genannt. Diese wurden aus ganzen Bäumen hergestellt, die der Länge nach gespalten und ausgehöhlt wurden. Dann wurden sie mit Pech zusammengeleimt und mit Birkenrinde und Bändern umwickelt. Die kleinere aber trotzdem sehr laute Trimiete (prußisch triun-metas: Drittel-Maß) wurde von Hütejungen auf Waldweiden gebraucht und spielte meist Quart- und Sextintervalle. 1638 schreibt die Insterburger Kirchenvisitation:

„Desgleichen läuft dabei auch das Unwesen, dass sie gemeiniglich über der Predigt aufgezogen kommen und mit Trummel und Pfeifen ein großes Getümmel machen, dadurch Pfarrer und Kirchenbesuch gestört werden. Darum wird solches unzeitiges Getrummel verboten und wenn sie es nicht lassen wollen, sollen ihnen durchstochen und zerschnitten und die Pfeifen zerschlagen, auch der Kirche 3 Mark Strafe erlegt werden.“

## Geschichte

### Älteste Überlieferungen
Die ältesten Zeugnisse über die Bewohner an der Ostsee östlich der Weichsel stammen vom römischen Geschichtsschreiber Tacitus, der in der Germania ausführlich über den Bernsteinhandel der Ästier (Aestii) berichtet. Der gotische Geschichtsschreiber Jordanes beschrieb diese als friedfertige Bauern, die vom Fischfang und Bernsteinhandel lebten und mit Keulen bewaffnet seien. Cassiodor berichtet, dass die Ästier dem gotischen Fürsten Theoderich dem Großen wertvolle Bernsteingeschenke gesandt haben. Obschon keine Identität zwischen den antiken Ästiern und den mittelalterlichen Prußen angenommen werden kann, geben diese antiken Schilderungen eine Idee über baltische Vorfahren der Prußen.
Ptolemäus schrieb, dass die Galindae und die Sudini unterhalb der Venedeae wohnten, womit wohl bereits die Galinder und Sudauer genannt werden.
Der erste Augenzeugenbericht stammt vom angelsächsischen Händler Wulfstan, der um 890 die Handelsstadt Trūso am Frischen Haff aufsuchte und Bräuche der dortigen Bevölkerung schilderte. Die Bevölkerung nannte er Ēstas.
Die Berichte über die ersten Missionare Adalbert und Brun, die bei den Prußen um die Jahrtausendwende das Martyrium erlitten, sind wenig aussagekräftig und Adam von Bremen schrieb lediglich etwas über die Ernährung der Samen. Der arabische Gelehrte al-Idrisi berichtete vom Feuerkult der Burūs in der Umgebung von Wilna. Seine Information hatte er vermutlich von warägischen Händlern.

### Unterwerfung und Christianisierung der Prußen

Auf einem Wandfries des Gnesener Doms, 11./12. Jh., findet sich die wohl erste bildliche Darstellung der Prußen.

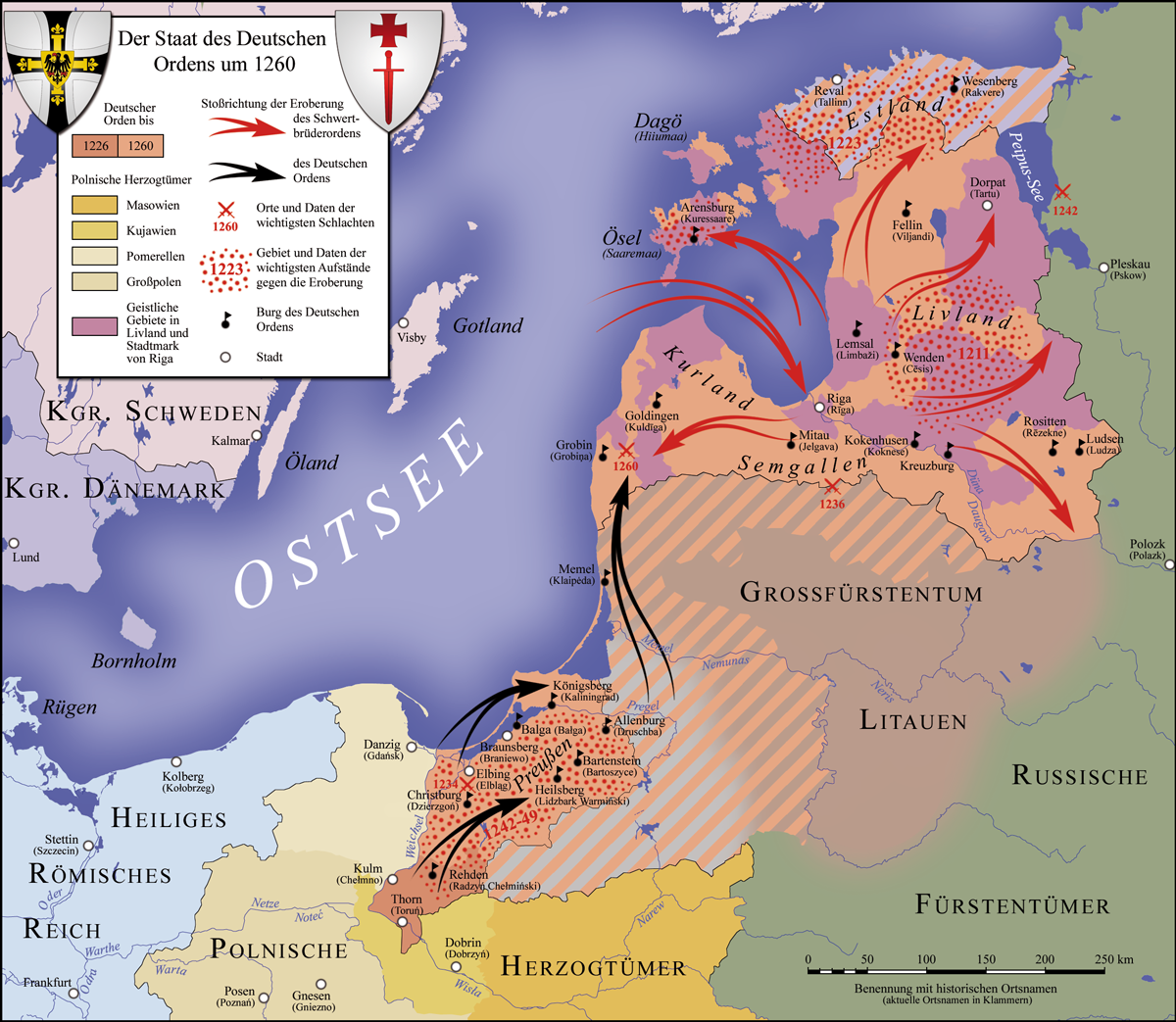
Erwerbungen des Deutschen Ordens in Preußen und des 1237 mit ihm vereinigten Schwertbrüderordens in Kurland und Livland bis 1260

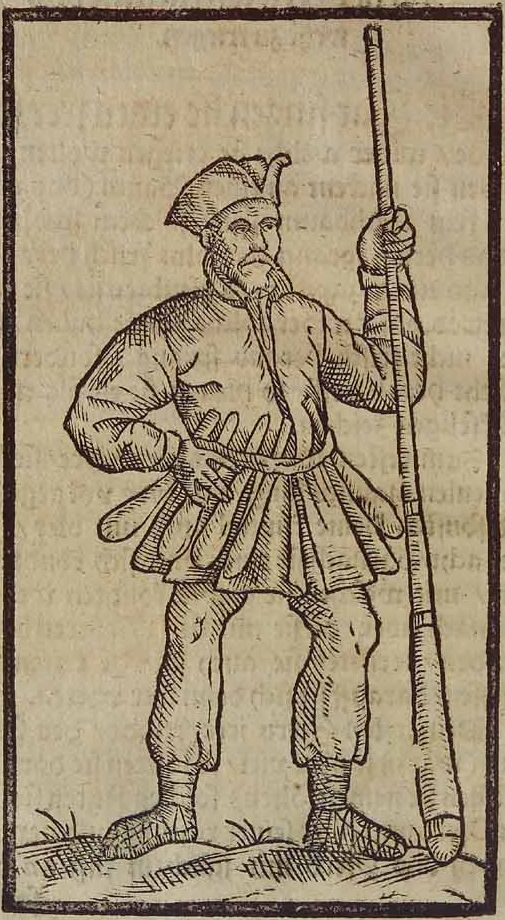
Pruße, bewaffnet mit Keule und Knütteln, jeweils mit Blei verstärkt, Stich von 1584

#### Methoden der Unterwerfung
Der Deutsche Orden übernahm weitgehend prußische Burgen, die aus Holz, Erde und Steinen erbaut waren. Jedoch errichtete er auch Burgen aus gebrannten Ziegeln, bei denen Kriegsgefangene und prußische Bauern Frondienste leisteten. Diese Burgen waren meist für 2000 Mann ausreichend und fassten einen Versorgungsvorrat, der für eine zweijährige Belagerung vorgesehen war. Die militärische und organisatorische Überlegenheit der Ritter veranlasste die prußischen Häuptlinge zu Verhandlungen, die es im Gegensatz zu den Žemaiten (Samogiten/Samaiten) und Litauern nicht verstanden hatten, sich unter einem König zu einigen. Deutsche und polnische Geistliche waren bestrebt, das Christentum zu verbreiten.
Im Schutz der errichteten Burgen siedelten sich in den Vorburgen, sogenannten Lischken, Handwerker, Gewerbetreibende und Bauern an, so dass diese rasch zu Städten heranwuchsen. Später wurden in die Stadtordnungen diskriminierende Punkte aufgenommen, wonach Prußen, Polen, Litauern und Juden das Wohnen in den Städten nicht erlaubt war, so dass in Städten nur noch Deutsche siedelten. Auf dem flachen Land durften zunächst auch Prussen ihren angestammten Besitz behalten.
Im Laufe des 13. Jahrhunderts gelang es dem Deutschen Ritterorden durch steten Zufluss an neuen Kräften nach langen Auseinandersetzungen, die Prußen zu unterwerfen und zu christianisieren. In den von Prußen bewohnten Dörfern wurden meist bekehrte Prußenhäuptlinge als Verwalter eingesetzt.

#### Erste Eroberungsversuche
Ab dem 11. Jahrhundert versuchte Polen mehrmals, das Siedlungsgebiet der Prußen zu erobern, um damit einen Zugang zur Ostsee zu gewinnen. Diese durchgeführten Kriegszüge scheiterten jedoch am Widerstand der Prußen. Diese überfielen und plünderten ihrerseits wiederholt polnische Siedlungen. Weitere Versuche (1209, 1220 und danach) durch Herzog Konrad von Masowien, die Prußen zu unterwerfen, konnten von diesen immer wieder erfolgreich abgewehrt werden. Konrad stiftete auf Anraten des ersten preußischen Bischofs Christian von Oliva 1224 einen Orden aus deutschen Rittern, die Brüder von Dobrin. Es waren nur wenige Ritter und auch diese konnten von den Prußen abgewehrt werden. Da sich Konrad nun durch die Abwehr der Prußen selbst verunsichert sah, rief er den Deutschen Orden zu Hilfe.
1224 hatte Kaiser Friedrich II. Livland und Preußen in kaiserlichen Schutz genommen und die Einwohner als Reichsfreie nur direkt der Kirche und dem Kaiserreich direkt unterstellt und sie von Dienst und Jurisdiktion jeglicher Herzöge befreit. Ende 1224 verkündete der Papst der gesamten Christenheit, dass er Bischof Wilhelm von Modena als Legaten für Livland und Preußen eingesetzt habe.
Um die Nordgrenze Masowiens, also die Südgrenze Preußens wieder zu festigen, bot Herzog Konrad von Masowien dem Deutschen Ritter-Orden Landrechte im Gegenzug für militärische Unterstützung als Gegenleistung ihrer Hilfe an. Der Deutsche Orden wartete aber ab, bis er den Besitz Preußens vom Kaiser bestätigt bekam, was mit der Goldbulle von Rimini 1226 geschah.
Im Vertrag von Kruschwitz aus dem Jahr 1230 wurden dem Deutschen Orden durch Herzog Konrad das Kulmerland sowie alle künftigen Eroberungen in Preußen mit allen zugehörigen Rechten als Schenkung übertragen. Die Originalurkunde des Vertrages ist nicht mehr erhalten. Es wird ernsthaft diskutiert, ob es sich bei dem Vertrag um ein Diktat des Ordens oder um eine Fälschung handelt.
1234 erfolgreicher Feldzug des Ordens gegen die Prußen.
Die Eroberungen wurden im Namen der Christianisierung betrieben: „… sollte der Orden die Mühe des Krieges auf sich nehmen, den Einmarsch ins Prußenland und dessen Eroberung – ad integriendum et optinendum terram Pruszie –, Gott zu Ehren und zum Lob – ad honorem et gloriam veri Dei –, das heißt mit dem Ziel, die Heiden zur Taufe zu zwingen.“
In der Regel wurde den besiegten Stämmen die Forderung zur Annahme der Taufe überbracht. Wer sich der Taufe widersetzte, musste große Benachteiligungen durch die Eroberer rechnen.

#### Erster Prußenaufstand 1242–1249
1242 kam es zum ersten großen Prußenaufstand unter Leitung von Herkus Monte. Während der Prußenaufstände hatten die Prußen, unterstützt vom Samboridenfürst Swantopolk II., fast ihr gesamtes Gebiet zurückerobert, sogar einige Ordensburgen eingenommen. Nur die Burgen Elbing, Balga, Thorn, Kulm und Rhedin trotzten den Angriffen. Der Herzog von Masowien half dem Orden, so dass dieser das Kulmer Land wiedergewinnen konnte. 1243 rief Innozenz IV. zum Kreuzzug gegen die Prußen auf. Svantepolk wurde 1244 zu Friedensverhandlungen gezwungen, den Vertrag unterzeichnete er jedoch erst, nachdem der Orden die Zusicherung gegeben hatte, den Krieg nicht fortzusetzen und von der Unterdrückung der Prußen abzulassen. Der Orden hielt diese Versprechen nicht ein, so dass Svantepolk im Jahr 1245 den aufständischen Prußen zu Hilfe eilte und die Ritter vertrieb. Dem Orden blieben nur die Burgen Balga, Elbing, Kulm und Thorn.
Während Prußen und Ostpommern sich im jahrelangen Kampf erschöpft hatten, rekrutierte der Orden ständig neue Ritter, die meist nur ein Jahr, selten zwei, unter Waffen standen. So ließ man sich im Jahr 1249 auf Friedensverhandlungen ein. In Christburg (heute Dzierzgoń) wurden in 18 Punkten die gegenseitigen Rechte und Pflichten festgelegt, wobei sich diejenigen für die Prußen nicht wesentlich von denen der Deutschen unterschieden.

#### Friede von Christburg 1249
Mit der Christburger Friedensurkunde von 1249 erhielten die Pomesanier, Warmier und Natanger Rechte, sofern sie das Christentum annahmen: freies Erwerbsrecht, weit gehendes Erbrecht, bedingtes Veräußerungsrecht über Mobilien, Verkaufsrecht von Immobilien, das Recht frei und selbständig vor weltlichen und geistlichen Gerichten die Sachen zu führen, Sprößlinge edler Geschlechter konnten in den Ritterstand aufsteigen, Pflicht, den Zehnten aus den Scheuern an den Orden zu zahlen, Pflicht an allen Kriegsreisen teilzunehmen, Bewaffnung je nach Verhältnissen.

#### Weitere Eroberungen
1250 endete ein Versuch, die Natanger zu unterwerfen, mit der Niederlage des Ordens. Nach Grunau kamen dabei 54 Ritter und 1500 Waffenträger ums Leben. Die noch nicht eroberten Galinder wollten ihrer Unterjochung zuvorkommen und wandten sich an die Herzöge von Kujawien und Masowien. Der Orden war damit nicht einverstanden und führte 1253 mit Hilfe frisch eingetroffener Kreuzritter einen Kriegszug gegen die Barter und Galinder. Da die meisten Bewohner geflüchtet waren, blieben größere Kampfhandlungen aus.
Inzwischen bereitete der Orden mit aller Macht die Eroberung des Samlandes vor. Poppo von Osterna, seit 1254 Landmeister, erhielt Hilfe von Ottokar von Böhmen, Rittern aus Sachsen, Thüringen, Meißen, Brandenburg und vom Rhein. Ebenso unterstützten der Markgraf von Brandenburg, die Bischöfe von Kulm, Ermland und Ölnitz sowie Rudolf von Habsburg das Unternehmen. Vor dieser Übermacht ergaben sich die Samländer und ließen sich taufen. Der schwache Widerstand der Samländer lässt sich wohl auch dadurch begründen, dass sich bedingt durch jahrhundertelangen Überseehandel eine besitzende Schicht herausgebildet hatte, welcher der Komtur Burkhard von Hornhausen ihr Eigentum verbürgte. Nicht selten wurden ihnen noch 15 bis 25 Familien aus dem Volk zugewiesen und ihnen zu Gehorsam verpflichtet. Die Edlen zahlten im Gegensatz zu den untergebenen Familien keine Abgaben. 1255 erbauten die Ordensritter zur Sicherung ihrer Eroberung die Burg Königsberg anstelle der Prußenburg Twangste (Tuvangste).

#### Zweiter Prußenaufstand 1260–1283
1256 erhoben sich die Natanger erneut, ein Jahr später kam es zum ersten Aufstand im Samland. Auch in den nächsten Jahren versuchten es prußische Abordnungen, in Verhandlungen mit dem Orden die Verringerung der Abgaben und Frondienste zu erreichen. 1261 ließ der Ordensvogt Walrod Mirabilis eine solche Abordnung im Versammlungshaus einschließen und das Haus verbrennen. Daraufhin brach in sechs Landschaften ein allgemeiner Aufstand aus. Dusburg und Grunau berichten, dass an der Spitze jene jungen Prußen standen, die die Ritter auf deutschen Schulen ausgebildet hatten und die sich in der Kampfführung des Ordens bestens auskannten. Dies waren Auctuno aus Pogesanien, Synko aus Pomesanien, Glappo aus Warmien, Dyvane Clekine „der Bär“ aus Barten, Hercus Monte aus Natangen und Richard Glande aus dem Samland.
Der Orden konnte wieder nur seine großen Burgen halten, bis ein neues Heer unter Heinrich zu Rechenberg herangeführt wurde. Dies traf jedoch kaum auf Widerstand, da die Prußen sich in ihre Verhaue in den Wäldern zurückgezogen hatten. Erst bei Pokarben in Natangen überfielen die Prußen unter Hercus Monte die Kreuzfahrer und bereiteten ihnen eine empfindliche Niederlage. Ein zweites Ordensheer wurde 1263 von den Samländern unter Richard Glande aufgerieben. Die Burgen Heilsberg und Braunsberg konnten genommen werden, während Königsberg, Kreuzburg und Bartenstein in Ordenshand blieben. Mit Hilfe der Livländer und abtrünniger Prußenhäuptlinge, sogenannte Withinge, die mit bevorrechtigten Orten – sogenannten Vitten – belohnt wurden, eroberte der Orden 1264 das Samland zurück.
Barta, Natangen, Teile Warmiens, Pogesanien und Pomesanien wurden von Prußen beherrscht. Unter Hercus Monte wurden mit Hilfe von Belagerungsmaschinen die letzten Burgen genommen, zuerst Kreuzburg, dann Bartenstein. Bei Löbau erlitt der Orden eine weitere Niederlage. In einer Kreuzzugspredigt von Papst Urban IV. heißt es: „Nicht ohne Tränen haben wir gehört, wie für des Glaubens Sache, die bisher in jenen Landen unter so unendlichen Mühen und Bedrängnissen gefördert wurde, jüngst fast 1000 Ordensbrüder durch die grausame Hand der Ungläubigen erschlagen worden sind.“ 1265 erschien dann ein weiteres Ordensheer, das wegen des milden Winters jedoch kaum etwas ausrichten konnte, da die ostpreußischen Sümpfe nur bei Frost betreten werden konnten. Die Ritter begnügten sich mit der Erbauung der Burgen Tapiau und Brandenburg am Frischen Haff und zogen dann wieder ab.

Besiegter Pruße, nach Motiven eines Stichs von 1684

Svantepolk verstarb 1266, und sein Sohn Mestwin II. setzte die Politik seines Vaters fort, indem er die Weichselschifffahrt blockierte und dem Orden die Versorgung abschnitt. In dieser Zeit stürmten die Barter unter Clekine Christburg und die Pomesanier unter Synko Marienwerder. Die Verteidigung fand hauptsächlich in den westlichen Stammesgebieten statt. Von Süden kamen die Sudauer unter Skomand von Sudauen zu Hilfe. Sie eroberten Löbau, belagerten Kulm und Thorn, zerstörten die Festungen Starkenberg und Wartenberg. Die Burg Rhedin wurde immer wieder erobert und vom Orden mit Hilfe der Masovier zurückgewonnen. 1271 rückte Clekine bis Schönburg vor, starb jedoch ohne die Burg erstürmt zu haben. Clemens IV. rief zu einem neuen Kreuzzug auf, danach 1272 Gregor X. Diesmal wurde das Ordensheer durch einen starken Winter begünstigt. Glappo fiel, Hercus Monte geriet in die Hände der Ritter und wurde ermordet. Glande war gefallen ebenso wie Synko. Nur Auctumo kämpfte weiter. Die herbeieilenden Sudauer wurden zurückgedrängt. Dreizehn Jahre hatte der letzte große Freiheitskampf gedauert, nun aber ihrer Führer beraubt, gaben die Prußen ihren Widerstand auf und ergaben sich.
Lediglich die drei Nordstämme der Nadrauer, Schalauer und Sudauer waren unbesiegt. 1276 wurden die Nadrauer mit Hilfe neuer Kreuzritter unterworfen, doch viele Einwohner flohen ins benachbarte Litauen. 1277 rückten die Ritter in Schalauen ein, stießen jedoch kaum auf Widerstand. Um die Stammesbande zu zerreißen, wurden die Schalauer umgesiedelt. Der Zug 1278 gegen die Sudauer, die häufig Unterstützung durch die Litauer erhielten, endete mit einer Niederlage, erst 1283 konnte dieser Stamm besiegt und Skomand zur Taufe bewegt werden. Als Belohnung erhielt er das Gut Stegnio, später Steegen. Auch die Sudauer wurden bewusst zersiedelt, u. a. nach Schalauen und ins Samland (Sudauischer Winkel). Die letzten unbezwungenen Sudauer zogen mit ihrem Häuptling Skurdo nach Litauen und kehrten nicht wieder. Nach 53 Jahren war das gesamte Prußenland unterworfen.
Während der prußischen Aufstände kam infolge von Kriegshandlungen und Umsiedlungen zweifellos eine große Anzahl von Prußen ums Leben; manche Forscher sprechen von 20 bis 50 % der Bevölkerung. Die noch im 19. und frühen 20. Jahrhundert vertretene These, wonach bis zu 80 % der Prußen umgekommen seien, gilt mittlerweile als nicht mehr haltbar.

### Assimilierung der Prußen
In den folgenden Jahrzehnten und Jahrhunderten förderte der vom Deutschen Ritterorden gegründete Deutschordensstaat den Zustrom deutscher Ritter, aber auch von Bauern und Bürgern aus aller Herren Länder, wodurch die altpreußische Sprache immer mehr verdrängt wurde. Die Prußen akkulturierten sich vollständig an die sie umgebenden Deutschen, Polen und Litauer. Von den letzten Sprechern des Prußischen wird um 1700 berichtet. Nur Teile ihrer Sprache blieben in wenigen schriftlichen Fragmenten, Orts- und Familiennamen und im ostpreußischen Platt erhalten.

## Sekundärliteratur
- Hartmut Boockmann: Ostpreußen und Westpreußen. Siedler, Berlin 2002, ISBN 3-88680-772-X (= Deutsche Geschichte im Osten Europas).
- Michael Brauer: Die Entdeckung des ‚Heidentums‘ in Preußen. Akademie Verlag, Berlin 2011, ISBN 978-3-05-005078-2, doi:10.18452/24599.
- Wilhelm Reinhold Brauer: Baltisch-Prussische Siedlungen westlich der Weichsel. Nicolaus-Copernicus-Verlag, Münster 1988, ISBN 3-924238-12-X.
- Hans Heinz Diehlmann: Erbhuldigungsakten des Herzogtums Preußen. 1. Teil: 1525 bis 1642. Verein für Familienforschung in Ost- und Westpreussen, Hamburg 1980, DNB 821148397 (= Sonderschriften des Vereins für Familienforschung in Ost- und Westpreußen e. V.).
- Heinrich Gerlach: Preußen – Aufstieg, Glanz und Untergang. Weltbild-Verlag, Augsburg 1994, ISBN 3-89350-694-2.
- Georg Gerullis: Die altpreussischen Ortsnamen gesammelt und sprachlich behandelt. Vereinigung wissenschaftlicher Verleger, Berlin / Leipzig 1922, DNB 573427984.
- Marija Gimbutas: Die Balten. Herbig, München 1983, ISBN 3-7766-1266-5.
- Jürgen Joachimsthaler: Innere Grenzen. Die Pruzzen als Palimpsest preußischer Literatur. In: Regina Hartmann (Hrsg.): Grenzen auf der Landkarte – Grenzen im Kopf? Kulturräume der östlichen Ostsee in der Literatur vom 19. Jahrhundert bis zur Gegenwart. Aisthesis, Bielefeld 2010, ISBN 978-3-89528-767-1, S. 157–191.
- Andreas Kossert: Wo liegt Preußen? »Brus«, die Prußen und die Ursprünge Preußens. In: Ostpreußen. Geschichte und Mythos. Pantheon Verlag, München 2007, ISBN 3-570-55020-6, S. 23–31.
- Wilhelm Mannhardt: Letto-Preussische Götterlehre. Lettisch-Literärische Gesellschaft, Riga 1936, DNB 364984511.
- Wojciech Nowakowski, Jürgen Udolph: Pruzzen. In: Reallexikon der Germanischen Altertumskunde (RGA). 2. Auflage. Band 23, Walter de Gruyter, Berlin/New York 2003, ISBN 3-11-017535-5, S. 534–538.
- Arno Mentzel-Reuters: Von der Ordenschronik zur Landesgeschichte. Die Herausbildung der altpreußischen Landeshistoriographie im 16. Jahrhunderts. In: Klaus Garber, Manfred Komorowski (Hrsg.): Kulturgeschichte Ostpreußens in der Frühen Neuzeit. Tübingen 2001, S. 581–637 (= Frühe Neuzeit. Band 56).
- Aleksander Pluskowski: The Archaeology of the Prussian Crusade. Abingdon 2013.
- Gerhard Salemke: Lagepläne der Wallburganlagen von der ehemaligen Provinz Ostpreußen. Gütersloh 2005, OCLC 162359709.
- Kazimierz Ślaski: Volkstumswandel in Pommern vom 12. bis zum 20. Jahrhundert. (1987) In: Klaus-Dieter Kreplin (Hrsg.): Über Kaschuben.
- Reinhard Wenskus: Der deutsche Orden und die nichtdeutsche Bevölkerung des Preußenlandes mit besonderer Berücksichtigung der Siedlung. In: Walter Schlesinger (Hrsg.): Die deutsche Ostsiedlung des Mittelalters als Problem der europäischen Geschichte. Sigmaringen 1975. S. 417–438 (online).
- Heide Wunder: Siedlungs- und Bevölkerungsgeschichte der Komturei Christburg (13.–16. Jahrhundert). Wiesbaden 1968, OCLC 2704165.
- Erich Weise (Hrsg.): Handbuch der historischen Stätten. Band: Ost- und Westpreußen (= Kröners Taschenausgabe. Band 317). Kröner, Stuttgart 1966, OCLC 186476024.